# 拉東 (宮相)
拉東（法語：Radon；—620年），7世紀初奧斯特拉西亞貴族，613年歸順法蘭克王國克洛塔爾二世後成為奧斯特拉西亞宮相（613年—617年），主導該地區自治事務至約620年去世。  

## 生平
拉東出身奧斯特拉西亞顯赫法蘭克人家族，家族在當地擁有大量領地。610年，他與後來成為梅斯主教的聖徒阿努爾夫結盟，共同反對布倫希爾德恢復土地稅的政策，此舉引發貴族階層強烈抗議。  
613年提烏德里克二世因痢疾去世後，布倫希爾德企圖再度攝政。拉東聯合蘭登的丕平與阿努爾夫等貴族，支持紐斯特里亞國王克洛塔爾二世統一法蘭克王國。他們拒絕承認布倫希爾德扶持的西吉貝爾特二世，最終促成克洛塔爾二世於613年加冕為全法蘭克國王。  
614年《巴黎敕令》談判中，拉東作為貴族代表確保奧斯特拉西亞保留宮相職位與自治權。因其及早效忠克洛塔爾二世且年長缺乏威脅性（相較於貴族更屬意的蘭登的丕平），被任命為首任奧斯特拉西亞宮相。  
任內維持地區穩定，未挑戰王室權威。約620年去世後，宮相職位先由于格接任，623年最終由蘭登丕平繼任。